# Yolina royi
Yolina royi är en skalbaggsart som beskrevs av Olof Biström 1983. Yolina royi ingår i släktet Yolina och familjen dykare.

## Underarter
Arten delas in i följande underarter:
- Y. r. royi
- Y. r. fuscidorsis